# Михаил Лакапин
Михаил Лакапин (греч. Μιχαήλ Λακαπηνός; приблизительно 922 — после 963) — сын императора Византии Христофора Лакапина.
Михаил Лакапин был предположительно младшим из двух сыновей Христофора Лакапина и его жены Софии. Источники называют его Порфирогенетом, то есть он родился после провозглашения его отца императором, которое произошло в мае 921 года. В отличие от своего брата Романа, Михаил не стал императором-соправителем в 924 году, но всё же носил знаки императорского достоинства. В связи с этим существует гипотеза, что такое провозглашение состоялось ещё раньше.
В 945 году Константин VII Багрянородный отстранил от власти семью Лакапинов. В результате Михаилу пришлось отказаться даже от внешних атрибутов императорского достоинства. При этом его не отправили в ссылку, как это произошло с его роднёй: Михаил остался при дворе и даже сохранил определённое влияние. Возможно, при Романе II он занимал должность логофета дрома, а после смерти этого императора поддержал Никифора Фоку в его схватке за власть с Иосифом Врингой.
Дата смерти Михаила Лакапина неизвестна.